# Premi Editor Internacional de l'Any
El Premi Editor Internacional de l'Any (International Editor of the Year Award) és un premi anual concedit a periodistes i editors de Premsa fora dels Estats Units a la revista World Press Review (Worldpress.org).
El premi ha estat presentat per World Press Review des de 1975 a un editor o editors fora dels Estats Units, el treball dels quals, segons la revista "exemplifiquen millor els principis del periodisme".
Segons l'editorial de Worldpress.org, el guardó es concedeix als periodistes "en reconeixement de l'empresa, el coratge i el lideratge en l'avenç de la Llibertat de premsa i la responsabilitat de la premsa, millorant els drets humans i fomentant l'excel·lència en el periodisme".

## Guanyadors (selecció)
- 1980 Juan Luis Cebrián, editor d'El País (Espanya)
- 1982 Arun Shourie, editor d'Indian Express a l'Índia[1]
- 1983 Gershom Schocken, editor de Haaretz a Israel
- 1988 Vitali Korotitx, editor d'Ogoniok
- 1994 Indro Montanelli, fundador de La Voce i Il Giornale, periodista de Il Corriere della Sera i altres publicacions, corresponsal de guerra en la dècada de 1930 i 1940.
- 1996 Salima Ghezali, editora de La Nation (Algèria)
- 1999 Paul Kamara, editor de For Di People a Sierra Leone
- 2004 Shukria Barakzai, fundadora d' Aina-E-Zan (El mirall de les dones), un setmanari que fa campanyes pels drets de les dones a l'Afganistan[2]
- 2005-6 Tres periodistes mexicans, Raúl Gibb Guerrero, Dolores Guadalupe García Escamilla i Alfredo Jiménez Mota.